# Neoconger vermiformis
Neoconger vermiformis är en fiskart som beskrevs av Gilbert, 1890. Neoconger vermiformis ingår i släktet Neoconger och familjen Moringuidae. IUCN kategoriserar arten globalt som livskraftig. Inga underarter finns listade i Catalogue of Life.